# The American Express
De Humana Challenge is een golftoernooi in de Verenigde Staten, dat deel uitmaakt van de Amerikaanse PGA Tour. Het toernooi ontstond in 1960 als de Palm Springs Golf Classic, dat vijf jaar later vernoemd werd tot de Bob Hope Classic. In 2012 werd het toernooi vernoemd tot de Humana Challenge.
Het toernooi vindt jaarlijks plaats in de staat Californiëen wordt gespeeld op drie verschillende golfbanen: de PGA West Nicklaus Course, de PGA West Palmer Course en de La Quinta Country Club.

## Geschiedenis
In 1960 werd het toernooi opgericht als de Palm Springs Golf Classic en was de opvolger van de Thunderbird Invitational, dat van 1954 tot en met 1959 plaatsvond in Palm Springs, Californië. Van 1960 tot en met 2012 was dit toernooi het enige in de PGA Tour dat vijf dagen in beslag nam en op vier verschillende golfbanen gespeeld werd.
De eerste editie van het huidige toernooi vond plaats in 1960 en werd gewonnen door Arnold Palmer, die ook de laatste Thunderbird had gewonnen. Zijn score van -22 werd twintig jaar lang niet overtroffen. Nu staat het toernooirecord op naam van Joe Durant, die het toernooi met -36 won, inclusief een ronde van 59. Sindsdien werd het slechts tweemaal door een buitenlandse speler gewonnen: in 2000 viel die eer te beurt aan de Zweed Jesper Parnevik en in 2003 aan de Canadees Mike Weir.
Dit toernooi verschilt van de normale toernooien van de Tour. Er worden vijf rondes van 18 holes gespeeld. Iedere pro speelt met drie amateurs, maar iedere dag met andere amateurs. Hierbij zijn veel beroemdheden zoals Ray Bolger, Bing Crosby, Kirk Douglas, Phil Harris, Burt Lancaster. Dwight Eisenhower was de eerste Amerikaanse president die ooit in een Pro-Am meespeelde. In 1995 speelden George Bush, Bill Clinton en Gerald Ford samen in een team met Bob Hope en titelverdediger Scott Hoch.
Qua prijzengeld staat het toernooi erg hoog geplaatst. In 2010 zat er 5 miljoen dollar in de prijzenpot, waarvan winnaar Bill Haas 900.000 dollar kreeg.
In 2005 gaf een stichting aan het toernooi Classic Club in Palm Desert, een golfbaan ontworpen door Arnold Palmer, en sindsdien is dit toernooi van de PGA Tour het enige met een eigen baan. Toch beviel deze baan niet, spelers klaagden over de sterke wind, en de club is maar een paar jaar gastheer van het toernooi geweest.
In 1965 werd de naam van Bob Hope aan het toernooi verbonden. Bob Hope, zelf een fervent golfer, werd voorzitter van het bestuur.

## Golfbanen
Dit toernooi werd in de voorbije halve eeuw op verschillende golfbanen gespeeld; zie tabel:
| Naam                       | Jaren                                                                                    |
| -------------------------- | ---------------------------------------------------------------------------------------- |
| Thunderbird Country Club   | 1960-1962                                                                                |
| Tamarisk Country Club      | 1960-1963, 1969, 1971, 1973, 1975, 1977, 1979, 1981, 1983, 1990, 1993, 1996, 1999 & 2002 |
| Bermuda Dunes Country Club | 1960-2007 & 2009                                                                         |
| Indian Wells Country Club  | 1960-2005                                                                                |
| Eldorado Country Club      | 1964-1968, 1970, 1972, 1974, 1976, 1978, 1980, 1982, 18984, 1986, 1987 & 1989            |
| La Quinta Country Club     | 1964-1986, 1988, 1991, 1992, 1994, 1995, 1997, 1998, 2000, 2001, 2003-2008, 2010-heden   |
| PGA West Palmer Course     | 1987-1994 & 1998-heden                                                                   |
| PGA West Nicklaus Course   | 2009-heden                                                                               |
| Indian Ridge Country Club  | 1995-1997                                                                                |
| Classic Club               | 2006-2008                                                                                |
| SilverRock Resort          | 2008-2011                                                                                |

| Huidig |

## Winnaars
| Jaar                             | Winnaar                          | Score                            | Score                            | Info |
| Palm Springs Desert Golf Classic | Palm Springs Desert Golf Classic | Palm Springs Desert Golf Classic | Palm Springs Desert Golf Classic | Palm Springs Desert Golf Classic                                                                        |
| -------------------------------- | -------------------------------- | -------------------------------- | -------------------------------- | --- |
| 1960                             | Arnold Palmer                    | 338                              | –20                              | |
| Palm Springs Golf Classic        |                                  |                                  |                                  | |
| 1961                             | Billy Maxwell                    | 345                              | –14                              | |
| 1962                             | Arnold Palmer                    | 342                              | –17                              | |
| 1963                             | Jack Nicklaus po                 | 345                              | –13                              | Won de play-off van Gary Player                                                                         |
| 1964                             | Tommy Jacobs po                  | 353                              | –7                               | Won de play-off van Jimmy Demaret                                                                       |
| Bob Hope Desert Classic          |                                  |                                  |                                  | |
| 1965                             | Billy Casper                     | 348                              | –12                              | |
| 1966                             | Doug Sanders po                  | 349                              | –11                              | Won de play-off van Arnold Palmer                                                                       |
| 1967                             | Tom Nieporte                     | 349                              | –11                              | |
| 1968                             | Arnold Palmer po                 | 348                              | –12                              | Won de play-off van Deane Beman                                                                         |
| 1969                             | Billy Casper                     | 345                              | –15                              | |
| 1970                             | Bruce Devlin                     | 339                              | –21                              | |
| 1971                             | Arnold Palmer po                 | 342                              | –18                              | Won de play-off van Raymond Floyd                                                                       |
| 1972                             | Bob Rosburg                      | 344                              | –16                              | |
| 1973                             | Arnold Palmer                    | 343                              | –17                              | |
| 1974                             | Hubert Green                     | 341                              | –19                              | |
| 1975                             | Johnny Miller                    | 339                              | –21                              | |
| 1976                             | Johnny Miller                    | 344                              | –16                              | |
| 1977                             | Rik Massengale                   | 337                              | –23                              | |
| 1978                             | Bill Rogers                      | 339                              | –21                              | |
| 1979                             | John Mahaffey                    | 343                              | –17                              | |
| 1980                             | Craig Stadler                    | 343                              | –17                              | |
| 1981                             | Bruce Lietzke                    | 335                              | –25                              | |
| 1982                             | Ed Fiori po                      | 335                              | –25                              | Won de play-off van Tom Kite                                                                            |
| 1983                             | Keith Fergus po                  | 335                              | –25                              | Won de play-off van Rex Caldwell                                                                        |
| Bob Hope Classic                 |                                  |                                  |                                  | |
| 1984                             | John Mahaffey po                 | 340                              | –20                              | Won de play-off van Jim Simons                                                                          |
| 1985                             | Lanny Wadkins po                 | 333                              | –27                              | Won de play-off van Craig Stadler                                                                       |
| Bob Hope Chrysler Classic        |                                  |                                  |                                  | |
| 1986                             | Donnie Hammond po                | 335                              | –25                              | Won de play-off van John Cook                                                                           |
| 1987                             | Corey Pavin                      | 341                              | –19                              | |
| 1988                             | Jay Haas                         | 338                              | –22                              | |
| 1989                             | Steve Jones po                   | 343                              | –17                              | Won de play-off van Paul Azinger en Sandy Lyle                                                          |
| 1990                             | Peter Jacobsen                   | 339                              | –21                              | |
| 1991                             | Corey Pavin po                   | 331                              | –29                              | Won de play-off van Mark O'Meara                                                                        |
| 1992                             | John Cook po                     | 336                              | –24                              | Won de play-off van Rick Fehr, Tom Kite, Mark O'Meara, Gene Sauers                                      |
| 1993                             | Tom Kite                         | 325                              | –35                              | |
| 1994                             | Scott Hoch                       | 334                              | –26                              | |
| 1995                             | Kenny Perry                      | 335                              | –25                              | |
| 1996                             | Mark Brooks                      | 337                              | –23                              | |
| 1997                             | John Cook                        | 327                              | –33                              | |
| 1998                             | Fred Couples po                  | 332                              | –28                              | Won de play-off van Bruce Lietzke                                                                       |
| 1999                             | David Duval                      | 334                              | –26                              | |
| 2000                             | Jesper Parnevik                  | 331                              | –27                              | |
| 2001                             | Joe Durant                       | 324                              | –36                              | |
| 2002                             | Phil Mickelson po                | 330                              | –30                              | Won de play-off van David Berganio Jr.                                                                  |
| 2003                             | Mike Weir                        | 330                              | –30                              | |
| 2004                             | Phil Mickelson po                | 330                              | –30                              | Won de play-off van Skip Kendall                                                                        |
| 2005                             | Justin Leonard                   | 332                              | –28                              | |
| 2006                             | Chad Campbell                    | 335                              | –25                              | |
| 2007                             | Charley Hoffman po               | 343                              | –17                              | Won de play-off van John Rollins                                                                        |
| 2008                             | D. J. Trahan                     | 334                              | –26                              | |
| Bob Hope Classic                 |                                  |                                  |                                  | |
| 2009                             | Pat Perez                        | 327                              | –33                              | |
| 2010                             | Bill Haas                        | 330                              | –30                              | |
| 2011                             | Jhonattan Vegas po               | 333                              | –27                              | Laatste editie met 5 ronden en 4 verschillende golfbanen Won de play-off van Bill Haas en Gary Woodland |
| Humana Challenge                 |                                  |                                  |                                  | |
| 2012                             | Mark Wilson                      | 264                              | –24                              | 1ste editie met 4 ronden en drie verschillende golfbanen                                                |
| 2013                             | Brian Gay po                     | 263                              | –25                              | Won de play-off van Charles Howell III en David Lingmerth                                               |
| 2014                             | Patrick Reed                     | 260                              | –28                              | |
| 2015                             | Bill Haas                        | 266                              | –22                              | |

| Toernooirecord (90 holes) |  | Toernooirecord (72 holes) |  | po = winnaar na playoff |